# Cier-de-Rivière
Cier-de-Rivière település Franciaországban, Haute-Garonne megyében. Lakosainak száma 267 fő (2022. január 1.). Cier-de-Rivière Ardiège, Barbazan, Huos, Labroquère, Pointis-de-Rivière és Sauveterre-de-Comminges községekkel határos.

## Népesség
A település népességének változása:
| Lakosok száma | 227  | 235  | 249  | 248  | 266  | 275  | 279  | 277  | 274  | 267  |
|               | 1968 | 1982 | 1990 | 2006 | 2013 | 2015 | 2017 | 2019 | 2020 | 2022 |